# Nakladatelství VUTIUM
VUTIUM je akademické nakladatelství Vysokého učení technického v Brně. Vzniklo v roce 1996 a ročně vydává kolem 15 odborných titulů, převážně zásluhou největších fakult vysoké školy: Fakulty elektrotechniky a komunikačních technologií, Fakulty informačních technologií, Fakulty strojního inženýrství, Fakulty stavební a Fakulty podnikatelské.
Vydává odborné publikace pro širokou veřejnost, ale také vysokoškolské učebnice a technickou literaturu odpovídající zaměření fakult. Studentům a zaměstnancům vysoké školy je určen čtvrtletník Události na VUT, který informuje o dění na škole. V roce 2011 kvůli úsporným opatřením přestala být vydávána zdarma dostupná tištěná verze (byla k dispozici pouze elektronická verze) a také vycházel pouze jednou za dva měsíce. Od roku 2012 vycházel každý měsíc, od roku 2016 vychází čtyřikrát do roka. V elektronické verzi je dostupný na webových stránkách nakladatelství i na ISSUU.